# Karol d’Abancourt de Franqueville (Jurist)
Karol d’Abancourt de Franqueville (* 26. Mai 1851 in Łówcza; † 16. August 1913 in Rabka) war ein polnischer Jurist und Abgeordneter im Galizischen Landtag von 1885 bis 1900. Sein Onkel war der Widerstandskämpfer Karol d’Abancourt de Franqueville.

## Leben
Karol d’Abancourt de Franqueville kam am 26. Mai 1851 als Sohn von Franciszek Ksawery d’Abancourt de Franqueville in Łówcza zur Welt.
Seine mittlere Schulbildung sowie sein Rechtsstudium absolvierte er in Lemberg. Danach war er als Richter in Bels, Brody, Bolechiw und Schurawno tätig. Daneben setzte er sich für die gesellschaftlichen und wirtschaftlichen Interessen in diesen Ortschaften ein. So errichtete er in Schurawno um 1895 eine Schule für Korbwaren, wo er zum Ehrenbürger wurde.
Im Jahre 1895 wurde er im Kreis Schydatschiw als parteiloser Abgeordneter für den Galizisischen Landtag gewählt. Aufgrund seiner nationalen Einstellungen wurde er im Jahre 1900 zum Rücktritt von seinem Abgeordnetenposten gezwungen unter der Begründung, dass sich diese Tätigkeit nicht mit seinen richterlichen Verpflichtungen vereinbaren ließe.
Im Jahre 1898 wurde er als Rechtsberater des Lemberger Gerichts mit fünf Delegaten Österreichs nach Preußen und Sachsen entsandt, um sich mit dem dortigen Gerichtswesen vertraut zu machen.
Er setzte sich für die Gründung eines Waisenrates sowie von Waisenkassen ein. Zudem war er aktives Mitglied der Rechtsgesellschaft und des Sokol. In späten Jahren war er Mitglied des Stronnictwo Narodowo-Demokratyczne.
Am 16. August 1913 verstarb er in Rabka.